# Hyperolius rhodesianus
Espèce
Synonymes
- Hyperolius marmoratus rhodesianus Laurent, 1948 "1947"

Statut de conservation UICN

 LC  : Préoccupation mineure
Hyperolius rhodesianus est une espèce d'amphibiens de la famille des Hyperoliidae.

## Répartition
Cette espèce est endémique du Zimbabwe. Elle se rencontre dans l'est du Matabeleland septentrional dans le district de Hwange,. Sa présence est incertaine au Botswana et en Zambie.

## Étymologie
Son nom d'espèce lui a été donné en référence à son lieu de découverte, la Rhodésie.

## Publication originale
- Laurent, 1948 "1947" : Two new forms of the genus Hyperolius. Annals and Magazine of Natural History, sér. 11, vol. 14, p. 294-296.